# Neobeguea
Neobeguea é um género botânico pertencente à família Meliaceae.
1. ↑  «Neobeguea — World Flora Online». www.worldfloraonline.org. Consultado em 19 de agosto de 2020